# One Assassination Under God Tour
One Assassination Under God Tour es la gira de concierto brindado por la banda de metal industrial Marilyn Manson. La gira se lanzó en apoyo de su álbum One Assassination Under God – Chapter 1 . El álbum se lanzó el 22 de noviembre de 2024. La primera etapa de la gira fue una gira por Norteamérica junto a las bandas de metal Five Finger Death Punch y Slaughter to Prevail, con The Funeral Portrait como teloneros. La gira se intercaló con los conciertos de Marilyn Manson como cabeza de cartel. Posteriormente, realizaron sus propias giras por Europa, Norteamérica, Sudamérica y Asia. Esta es la primera gira de la banda tras las múltiples acusaciones de abuso contra su vocalista homónimo y la consiguiente investigación criminal, que no culpó a Manson. Las acusaciones han generado algunas críticas y protestas menores contra la gira.

## Antecedentes
La formación de la banda para la gira está compuesta por Marilyn Manson como vocalista junto con dos miembros que regresan: el guitarrista Tyler Bates y el baterista Gil Sharone. La banda cuenta con dos nuevos miembros: la guitarrista Reba Meyers y el bajista Piggy D., también conocido como Matthew Montgomery. Meyers, la primera mujer en la banda, recibió una mezcla de apoyo y críticas en redes sociales tras anunciarse su incorporación. En respuesta, emitió un comunicado en el que decía estar "orgullosa de representar el crecimiento, la confianza, el perdón, la humanidad y el cambio que conlleva esto, y de estar ahí arriba [en el escenario] con gente tan talentosa. Todos aspiramos al crecimiento, no al estancamiento. El mundo necesita esa actitud ahora mismo. Gracias a todos los nuevos miembros que me han mostrado su cariño y apoyo". Recibió mensajes de apoyo de Ray Luzier de Korn, Andy Williams de Every Time I Die, Greg Puciato de Better Lovers y sus compañeros de banda Piggy D. y Gil Sharone.
La primera etapa de la gira fue una gira en estadios y anfiteatros junto a las bandas estadounidenses Five Finger Death Punch y Slaughter to Prevail. El acto de apertura de la gira, la banda estadounidense The Funeral Portrait, también fue el telonero de una serie de fechas en solitario de Manson, que se intercalaron a lo largo de la gira como co-cabezas de cartel. Estas fueron las primeras fechas en solitario de Marilyn Manson en cinco años. The Funeral Portrait fue acosado en línea después de que se revelara que actuarían junto a Manson. En respuesta, el bajista de la banda dijo: "Lamento que mi banda, que ha tocado constantemente en salas con capacidad para 200 personas durante más de 7 años, tenga la oportunidad de abrir espectáculos frente a miles de personas, y la gente quiera enojarse por ello... Si lo que estamos haciendo no afecta su vida personal, ¿por qué enojarse? Antes no era fan, y eso está bien. Nadie obliga a nadie a ir a estos espectáculos". La canción "Suffocate City" de The Funeral Portrait se convirtió en su primer sencillo número uno en la lista Mainstream Rock de Billboard poco después de la finalización de la gira. Otros actos de apertura de la gira incluyeron a 55¢ Freakshow, The Blackmordia, y Black Satellite.

## Lista de canciones
| Estadio Hersheypark el 2 de agosto de 2024 |
| --- |
| 1. We Know Where You Fucking Live 2. Disposable Teens 3. Angel with the Scabbed Wings 4. This Is the New Shit 5. Say10 6. Deep Six 7. Tourniquet 8. mOBSCENE 9. The Dope Show 10. Sweet Dreams (Are Made of This) 11. The Love Song 12. The Beautiful People |

| El Fillmore Silver Spring el 3 de agosto de 2024 |
| --- |
| 1. Cruci-Fiction in Space 2. Disposable Teens 3. Angel With the Scabbed Wings 4. This Is the New Shit 5. Great Big White World 6. Say10 7. Deep Six 8. Third Day of a Seven Day Bingue 9. Tourniquet 10. mOBSCENE 11. The Dope Show 12. As Sick As the Secrets Within 13. Sweet Dreams (Are Made of This) 14. The Love Song 15. The Beautiful People 16. Coma White |

| Alcatraz el 11 de febrero de 2025 |
| --- |
| 1. Nod If You Understand 2. Disposable Teens 3. Angel With the Scabbed Wings 4. Tourniquet 5. Meet Me in Purgatory 6. This Is the New Shit 7. Death Is Not a Costume 8. Say10 9. Raise the Red Flag 10. mOBSCENE 11. Great Big White World 12. The Dope Show 13. As Sick As the Secrets Within 14. Sweet Dreams (Are Made of This) 15. The Love Song 16. The Beautiful People 17. Coma White |

| GLC en vivo en 20 Monroe el 2 de mayo de 2025 |
| --- |
| 1. Nod If You Understand 2. Disposable Teens 3. Get Your Gunn 4. Tourniquet 5. Meet Me in Purgatory 6. This Is the New Shit 7. The Nobodies 8. Say10 9. Sacrilegious 10. mOBSCENE 11. Long Hard Road Out of Hell 12. The Dope Show 13. As Sick As the Secrets Within 14. Sweet Dreams (Are Made of This) 15. The Love Song 16. The Beautiful People 17. Coma White |

## Fechas
| Fecha                                                                     | Ciudad                                                                    | Recinto                                                                   | País                                                                      | Acto de apertura                                                          |                                                                           |
| Fase 1: Norteamerica (con Five Finger Death Punch y Slaughter to Prevail) | Fase 1: Norteamerica (con Five Finger Death Punch y Slaughter to Prevail) | Fase 1: Norteamerica (con Five Finger Death Punch y Slaughter to Prevail) | Fase 1: Norteamerica (con Five Finger Death Punch y Slaughter to Prevail) | Fase 1: Norteamerica (con Five Finger Death Punch y Slaughter to Prevail) | Fase 1: Norteamerica (con Five Finger Death Punch y Slaughter to Prevail) |
| ------------------------------------------------------------------------- | ------------------------------------------------------------------------- | ------------------------------------------------------------------------- | ------------------------------------------------------------------------- | ------------------------------------------------------------------------- | ------------------------------------------------------------------------- |
| 2 de agosto de 2024                                                       | Hershey, Pensilvania                                                      | Hersheypark Stadium                                                       | Estados Unidos                                                            | The Funeral Portrait                                                      |                                                                           |
| 3 de agosto de 2024                                                       | Silver Spring, Maryland                                                   | The Fillmore Silver Spring                                                | Estados Unidos                                                            | The Funeral Portrait                                                      |                                                                           |
| 3 de agosto de 2024                                                       | Homdel, Nueva Jersey                                                      | PNC Bank Arts Center                                                      | Estados Unidos                                                            | The Funeral Portrait                                                      |                                                                           |
| 7 de agosto de 2024                                                       | Clarkston, Michigan                                                       | PNC Bank Arts Center                                                      | Estados Unidos                                                            | The Funeral Portrait                                                      |                                                                           |
| 8 de agosto de 2024                                                       | Cincinnati                                                                | Riverbend Music Center                                                    | Estados Unidos                                                            | The Funeral Portrait                                                      |                                                                           |
| 10 de agosto de 2024                                                      | San Luis                                                                  | Hollywood Casino Amphitheatre                                             | Estados Unidos                                                            | The Funeral Portrait                                                      |                                                                           |
| 11 de agosto de 2024                                                      | Madison, Wisconsin                                                        | The Sylvee                                                                | Estados Unidos                                                            | The Funeral Portrait                                                      |                                                                           |
| 13 de agosto de 2024                                                      | Rogers, Arkansas                                                          | Walmart Arkansas Music Pavilion                                           | Estados Unidos                                                            | The Funeral Portrait                                                      |                                                                           |
| 14 de agosto de 2024                                                      | Nashville                                                                 | Bridgestone Arena                                                         | Estados Unidos                                                            | The Funeral Portrait                                                      |                                                                           |
| 16 de agosto de 2024                                                      | Noblesville                                                               | Ruoff Music Center                                                        | Estados Unidos                                                            | The Funeral Portrait                                                      |                                                                           |
| 17 de agosto de 2024                                                      | Chicago                                                                   | Byline Bank Aragon Ballroom                                               | Estados Unidos                                                            | The Funeral Portrait                                                      |                                                                           |
| 19 de agosto de 2024                                                      | Des Moines                                                                | Wells Fargo Arena                                                         | Estados Unidos                                                            | The Funeral Portrait                                                      |                                                                           |
| 21 de agosto de 2024                                                      | Omaha                                                                     | CHI Health Center                                                         | Estados Unidos                                                            | The Funeral Portrait                                                      |                                                                           |
| 22 de agosto de 2024                                                      | Denver                                                                    | Ball Arena                                                                | Estados Unidos                                                            | The Funeral Portrait                                                      |                                                                           |
| 24 de agosto de 2024                                                      | Calgary                                                                   | Grey Eagle Resort & Casino                                                | Canadá                                                                    | 5¢ Freakshow                                                              |                                                                           |
| 27 de agosto de 2024                                                      | Vancouver                                                                 | Rogers Arena                                                              | Canadá                                                                    | The Funeral Portrait                                                      |                                                                           |
| 28 de agosto de 2024                                                      | Tacoma                                                                    | Temple Theater                                                            | Estados Unidos                                                            | The Funeral Portrait                                                      |                                                                           |
| 29 de agosto de 2024                                                      | Spokane                                                                   | BECU Live at Northern Quest                                               | Estados Unidos                                                            | The Funeral Portrait                                                      |                                                                           |
| 30 de agosto de 2024                                                      | Portland                                                                  | RV Inn Style Resorts Amphitheater                                         | Estados Unidos                                                            | The Funeral Portrait                                                      |                                                                           |
| 1 de septiembre de 2024                                                   | Reno                                                                      | Grand Sierra Resort                                                       | Estados Unidos                                                            | The Funeral Portrait                                                      |                                                                           |
| 3 de septiembre de 2024                                                   | Mountain View                                                             | Shoreline Amphitheatre                                                    | Estados Unidos                                                            | The Funeral Portrait                                                      |                                                                           |
| 4 de septiembre de 2024                                                   | Chula Vista                                                               | North Island Credit Union Amphitheatre                                    | Estados Unidos                                                            | The Funeral Portrait                                                      |                                                                           |
| 6 de septiembre de 2024                                                   | Anaheim                                                                   | Honda Center                                                              | Estados Unidos                                                            | The Funeral Portrait                                                      |                                                                           |
| 8 de septiembre de 2024                                                   | Las Vegas                                                                 | MGM Grand Garden Arena                                                    | Estados Unidos                                                            | The Funeral Portrait                                                      |                                                                           |
| 10 de septiembre de 2024                                                  | Phoenix                                                                   | Talking Stick Resort Amphitheatre                                         | Estados Unidos                                                            | The Funeral Portrait                                                      |                                                                           |
| 11 de septiembre de 2024                                                  | Albuquerque                                                               | Isleta Amphitheater                                                       | Estados Unidos                                                            | The Funeral Portrait                                                      |                                                                           |
| 13 de septiembre de 2024                                                  | Durant                                                                    | Choctaw Grand Theater                                                     | Estados Unidos                                                            | The Funeral Portrait                                                      |                                                                           |
| 15 de septiembre de 2024                                                  | Atlanta                                                                   | Lakewood Amphitheatre                                                     | Estados Unidos                                                            | The Funeral Portrait                                                      |                                                                           |
| 16 de septiembre de 2024                                                  | Biloxi                                                                    | Mississippi Coast Coliseum                                                | Estados Unidos                                                            | The Funeral Portrait                                                      |                                                                           |
| 18 de septiembre de 2024                                                  | Austin                                                                    | Germania Insurance Amphitheater                                           | Estados Unidos                                                            | The Funeral Portrait                                                      |                                                                           |
| 19 de septiembre de 2024                                                  | Houston                                                                   | Cynthia Woods Mitchell Pavilion                                           | Estados Unidos                                                            | The Funeral Portrait                                                      |                                                                           |
| 30 de noviembre de 2024                                                   | Monterrey, Nuevo León                                                     | Parque Fundidora                                                          | México                                                                    | N/A                                                                       |                                                                           |
| Fase 2: Europa                                                            |                                                                           |                                                                           |                                                                           |                                                                           |                                                                           |
| 10 de febrero de 2025                                                     | Zurich                                                                    | Halle 622                                                                 | Suiza                                                                     | The Blackmordia                                                           |                                                                           |
| 11 de febrero de 2025                                                     | Milan                                                                     | Alcatraz                                                                  | Italia                                                                    | The Blackmordia                                                           |                                                                           |
| 13 de febrero de 2025                                                     | Múnich                                                                    | Zenith                                                                    | Alemania                                                                  | The Blackmordia                                                           |                                                                           |
| 15 de febrero de 2025                                                     | Brno                                                                      | Pabellón Deportivo Vodova                                                 | República Checa                                                           | The Blackmordia                                                           |                                                                           |
| 16 de febrero de 2025                                                     | Berlín                                                                    | Columbiahalle                                                             | Alemania                                                                  | The Blackmordia                                                           |                                                                           |
| 19 de febrero de 2025                                                     | Ámsterdam                                                                 | AFAS Live                                                                 | Países Bajos                                                              | The Blackmordia                                                           |                                                                           |
| 21 de febrero de 2025                                                     | Londres                                                                   | Hammersmith Apollo                                                        | Reino Unido                                                               | The Blackmordia                                                           |                                                                           |
| 22 de febrero de 2025                                                     | Newcastle upon Tyne                                                       | O2 City Hall                                                              | Reino Unido                                                               | The Blackmordia                                                           |                                                                           |
| 23 de febrero de 2025                                                     | Wolverhampton                                                             | Wolverhampton Civic Hall                                                  | Reino Unido                                                               | The Blackmordia                                                           |                                                                           |

### Conciertos cancelados o reprogramados
| Fecha                 | Ciudad, País          | Lugar           | Motivo                                       |
| --------------------- | --------------------- | --------------- | -------------------------------------------- |
| 17 de febrero de 2025 | Copenhagen, Dinamarca | K.B. Hallen     | A Manson le diagnosticaron laringitis        |
| 29 de octubre de 2025 | Brighton, Reino Unido | Brighton Centre | Presión de activistas y autoridades locales. |

## Alineación de la banda
- Marilyn Manson: Voz
- Reba Meyers: guitarras
- Tyler Bates: guitarras
- Piggy D.: bajo
- Gil Sharone: batería